# Cèze
A Cèze folyó Franciaország területén, a Rhône jobb oldali mellékfolyója.

## Földrajzi adatok
Lozère megyében a Cévennekben ered 798 méter magasan,  és Codolet-nél, Gard megyében torkollik a Rhône-ba. Hossza 128,4  km, vízgyűjtő területe 1359 km². 

## Megyék és városok a folyó mentén
- Lozère : Saint-André-Capcèze
- Gard : Montclus, Bagnols-sur-Cèze